# 下梨地主神社
下梨地主神社（しもなしじぬしじんじゃ）は、富山県南砺市下梨地区にある神社。
下梨地主神社は特色ある伝統行事の舞台とされており、「御巡幸の儀」や「節供行事」が市の無形民俗文化財に指定されている。

## 概要
富山県西南部、南砺市の旧平村下梨集落に鎮座する。
五箇山地域では南北朝時代に南朝の落人の流入によって集落形成が進み、利賀谷の大豆谷八幡宮や上梨谷の上梨白山宮で五箇山最古の文字資料が刻まれるようになる。下梨地主神社の狛犬と木像は南北朝期の作と推定されており、大豆谷八幡宮や上梨白山宮と同時期に形成されたとみられる。
下梨地主神社は古くは単に観音堂と呼ばれており、正徳2年（1712年）作成の『五ヶ山村々神号之覚』でも「観音堂 北野村山伏海乗寺持分」と記されている。本殿の建立年は不明であるが、拝殿は天保12年（1841年）6月11日建立と伝えられている。
下梨地主神社の御神体は、お告げがあって奥山に生えていた杉の大木から氏神を作ることとなり、村中の者が出かけて杉を切り倒し、ご神体を彫ったと伝えられる。この時、作業中に日が暮れてしまったため、作業をしていた所（一説には迎えの村人が待っていた所とも）をクレモチと呼ぶようになったという。
春季祭礼は3月23日にあり、秋季祭礼は9月23日にある。

## 下梨御巡幸の儀

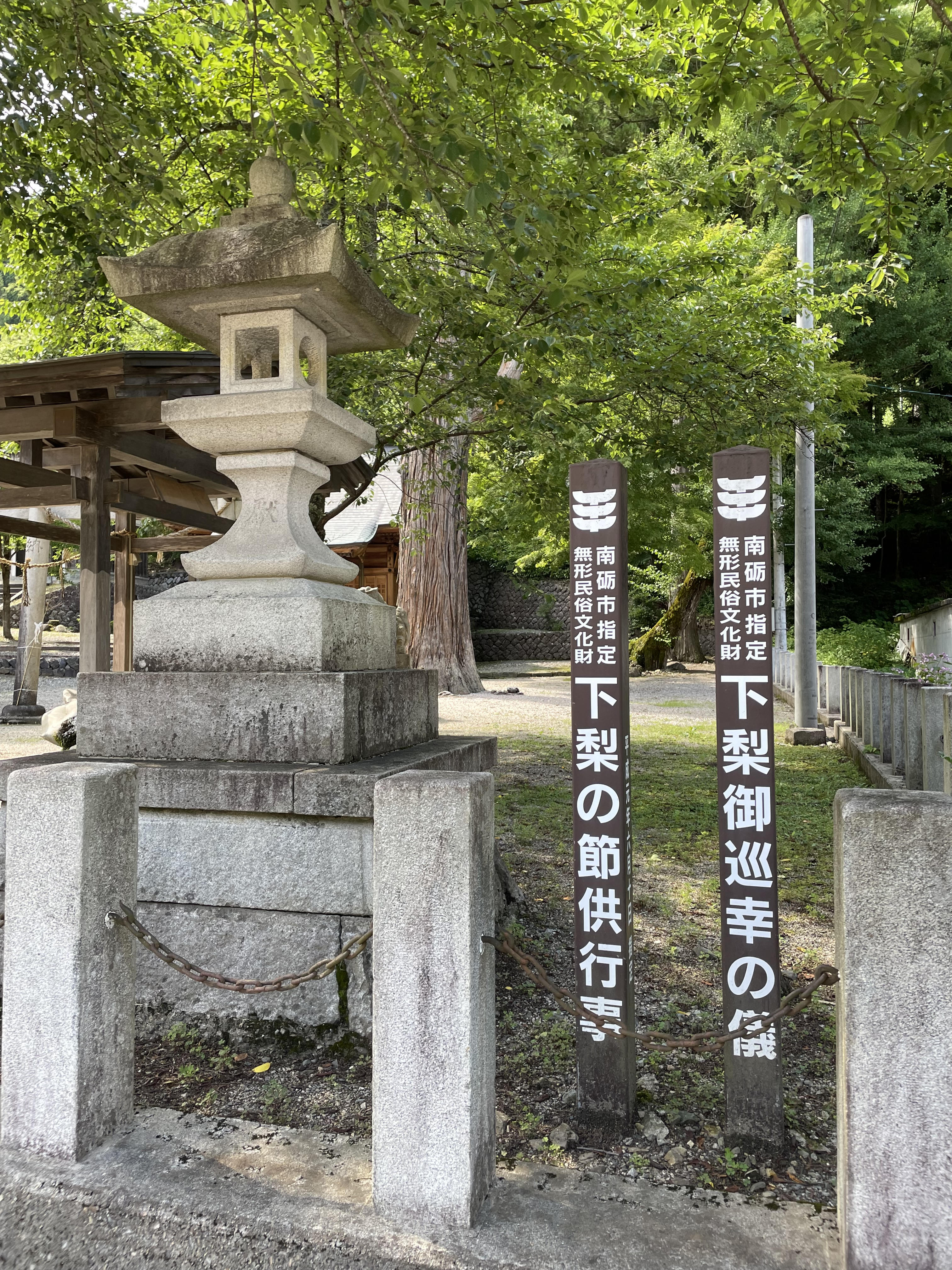
富山県南砺市下梨の無形民俗文化財。

五箇山地域の各集落では春の祭礼が行われるが、そのなかでも下梨集落では毎年4月23日に獅子舞を先導に神興が巡行する「下梨御巡幸の儀」という祭礼が行われる。
まず22日夕刻に地主神社で神事が執り行われた後、神輿を輿堂から拝殿に運び、宮司が奥殿の氏神を奉持して神輿に還す。翌23日には、五色の旗を先頭に、獅子舞、証・笛・太鼓、神主、神前への供物捧げた人々からなる長い行列が地区内を通って神社に向かう 。社殿では氏子たちがお神酒を供えて獅子の行列を待ち、獅子舞が境内に入ると式典が始まる。
神輿が巡行する祭礼は、五箇山地方では集落にしかない貴重な祭礼であり、平成13年（2001年）12月18日に平村の無形民俗文化財に指定されている。

## 下梨の節供行事
下梨集落では、毎年4月3日に地主神社へ「節供（節句）の餅」を供える風習がある。なお、本来節句は3月3日であるが、陰暦を用いるため、現在は4月3日に行われている。この行事の特色として、一連の作業を全て男の手で行うことが挙げられる 。伝承によると、下梨の神様は女神様のため、男性が作ったお供えが喜ばれるためであるという。
下梨集落の男性は雪が解け始める 3月頃からよもぎ摘みを始め、当日は入浴し身を清めてから餅づくりを始める 。まずは米粉をこねて団子にして蒸し、よもぎは軽くゆでておき、後から団子に混ぜて白でつく。初めにお供え用の大鏡餅を3枚重ねて作り氏神に供えた後、村内の者が分けあって食べる分を延ばしてひし形に切る。そして3月3日午前ゼロ時に衣服を改めて宮へ参り、朝の内に鏡餅を切り分けたものを家々へ配り節句を祝う。
蒸してついて供えることや、神主ではなく氏子自らの手で神前の行事を行うことなど、特色ある習俗が残っていることが評価され、平成元年（1999年）6月10日に平村の無形民俗文化財に指定されている。